# ناحیه اسپیتمن
ناحیه اسپیتمن (به تاجیکی: Ноҳияи Спитаман) یکی از ناحیه‌های اداری ولایت سغد در تاجیکستان است و در شمال جمهوری تاجیکستان جای دارد. مرکز این ناحیه، جماعت ناو است که در ۲۸ کیلومتری غرب خجند قرار دارد و از ناو تا شهر دوشنبه ۲۹۴ کیلومتر مسافت است.

## تقسیمات
| جماعت‌های ناحیهٔ اسپیتمن |       |
| جماعت                  | جمعیت |
| کورکت                  | ۲۱۷۰۲ |
| قوشته‌گیرمان            | ۶۴۴۲  |
| ناو (جماعت)            | ۱۲۹۱۰ |
| آق‌تپه (جماعت)          | ۱۳۸۷۹ |
| تغایاک                 | ۱۲۰۴۷ |
| فرمان‌قورغان            | ۶۲۴۶  |
| شهرک نو                | ۲۳۵۷۸ |